# 9507 Gottfried
A 9507 Gottfried (ideiglenes jelöléssel 5447 T-2) a Naprendszer kisbolygóövében található aszteroida. Cornelis Johannes van Houten, Ingrid van Houten-Groeneveld és Tom Gehrels fedezte fel 1973. szeptember 30-án.